# Temporada de 2019 da equipa ciclista Astana
A temporada de 2019 da Astana Pro Team é a décima-terceira desta equipa.

## Preparação da temporada de 2019

### Patrocinadores e financiamento da equipa
A equipa Astana é financiada principalmente pelos fundos soberanos Samrouk-Kazyna, e de facto a este título marcado do «Astana Presidential Clube», que reagrupa as equipas e clubes de desporto financiado por estes fundos. Após as dificuldades encontradas no inicio da temporada de 2018, o manager Alexandre Vinokourov anunciou que o financiamento da equipa estava assegurada até 2020. Segundo La Gazzetta dello Sport, o orçamento da equipa para a época 2019 eleva-se a aproximadamente a 17 milhões de euros.

### Chegadas e saídas
A inter época vê sobretudo o dinamarquês Michael Valgren abandonar a equipa para fixar pela Dimension Data. Novo outros corredores marcham. Vários entre eles não são conservados pela Astana. É sobretudo o caso do ucraniano Andriy Grivko, membro da equipa desde 2010, e do jovem sprinter italiano Riccardo Minali, contratado pela Israel Cycling Academy. O contrato de Bakhtiyar Kozhatayev não tem sido renovado após que um problema cardíaco fora detetado durante o Outono. O Italiano Moreno Moser parte para a Nippo-Vini Fantini-Faizane para tentar relançar a sua carreira. O seu compatriota Oscar Gatto fixa na Bora-Hansgrohe, o estóniano Tanel Kangert para a EF education First, o dinamarquêss Jesper Hansen para a Cofidis e o russo Sergey Chernetskiy para a Caja Rural-Seguros RGA. Finalmente, o cazaque Ruslan Tleubayev põe fim à sua carreira, efetuada totalmente no Astana, bem como o norueguês Truls Engen Korsæth que, aos 25 anos, tem anunciado querer virar para os seus estudos.
Novo recrutas vêm compensar estas saídas. Os principais são os irmãos Gorka e Ion Izagirre. Chegando como eles da equipa Bahrain-Merida, o italiano Manuele Boaro está comprometido para dois anos com o fim de ajudar os líderes durante corridas por etapas.
O jovem escalador eritreio Merhawi Kudus vem igualmente reforçar a equipa para as corridas por etapas. O italiano Davide Ballerini, ao perfil mais completo, está comprometido para dois anos. Os colombianos Hernando Bohorquez e Rodrigo Contreras, saídos respectivamente das equipas Manzana-Postobón e EPM, estão comprometidos para um ano. Para Contreras, é um regresso no World Tour após uma experiência infrutífera na Quick-Step Floors em 2016. Dois jovens corredores vêm começar a sua carreira profissional na Astana: o dinamarquês Jonas Gregaard, já estagiário na equipa em 2018, e o cazaque Yuriy Natarov, saído da equipa continental Astana City. Além destes recrutamentos, os contratos de Alexey Lutsenko, Laurens De Vreese, Nikita Stalnov, e Andrey Zeits têm sido renovados. ·  Astana tem tentado igualmente em conseguir de contratar Mikel Landa, baixo contrato em Movistar.
| Entrou             | Equipa 2018                 |
| ------------------ | --------------------------- |
| Davide Ballerini   | Androni Giocattoli-Sidermec |
| Manuele Boaro      | Bahrain-Merida              |
| Hernando Bohorquez | Manzana-Postobón            |
| Rodrigo Contreras  | EPM                         |
| Jonas Gregaard     | Riwal-CeramicSpeed          |
| Gorka Izagirre     | Bahrain-Merida              |
| Ion Izagirre       | Bahrain-Merida              |
| Merhawi Kudus      | Dimension Data              |
| Yuriy Natarov      | Astana City                 |

| Saídas               | Equipa 2019                |
| -------------------- | -------------------------- |
| Sergey Chernetskiy   | Caja Rural-Seguros RGA     |
| Oscar Gatto          | Bora-Hansgrohe             |
| Andriy Grivko        |                            |
| Jesper Hansen        | Cofidis                    |
| Tanel Kangert        | EF education First         |
| Truls Engen Korsæth  | retirado                   |
| Bakhtiyar Kozhatayev |                            |
| Riccardo Minali      | Israel Cycling Academy     |
| Moreno Moser         | Nippo-Vini Fantini-Faizane |
| Ruslan Tleubayev     | retirado                   |
| Michael Valgren      | Dimension Data             |

## Desenvolvimento da época
A equipa começa sua época sobre estrada ao Tour Down Under, na Austrália.
Segundo da terceira etapa por trás de Peter Sagan, depois terceira o no dia seguinte, Luis León Sánchez termina quarto da classificação geral desta primeira manga da UCI World Tour de 2019. Uma semana mais tarde, Sánchez é líder da equipa durante a Cadel Evans Great Ocean Road Race e toma o décimo lugar.
Os corredores colombianos da equipa efetuam o seu regresso durante seus campeonatos nacionais. Miguel Ángel López toma o segundo lugar da contrarrelógio por trás de Daniel Martinez e ante Egan Bernal. Rodrigo Contreras é quarto.
A primeira corrida europeia da Astana é a Volta da Comunidade Valenciana.

## Corredores e enquadramento técnico

### Efectivo
O efetivo da equipa Astana em 2019 compreende 28 corredores, de nove nacionalidades diferentes.
| Integrantes da equipe 2019               | Integrantes da equipe 2019 | Integrantes da equipe 2019         | Integrantes da equipe 2019 |
| Ciclista                                 | Data de nascimento         | Equipe anterior                    |                            |
| ---------------------------------------- | -------------------------- | ---------------------------------- | -------------------------- |
| Davide Ballerini                         | 21 setembro 1994           | Androni Giocattoli-Sidermec (2018) |                            |
| Pello Bilbao                             | 25 fevereiro 1990          | Caja Rural-Seguros RGA (2016)      |                            |
| Zhandos Bizhigitov                       | 10 junho 1991              | Vino 4-ever SKO (2016)             |                            |
| Manuele Boaro                            | 12 março 1987              | Bahrain-Merida (2018)              |                            |
| Hernando Bohórquez                       | 22 junho 1992              | Manzana Postobón (2018)            |                            |
| Dario Cataldo                            | 17 março 1985              | Team Sky (2014)                    |                            |
| Rodrigo Contreras                        | 2 junho 1994               | EPM (2018)                         |                            |
| Magnus Cort                              | 16 janeiro 1993            | Orica-Scott (2017)                 |                            |
| Laurens De Vreese                        | 29 setembro 1988           | Wanty-Groupe Gobert (2014)         |                            |
| Daniil Fominykh                          | 28 agosto 1991             | Astana Continental (2013)          |                            |
| Omar Fraile                              | 17 julho 1990              | Dimension Data (2017)              |                            |
| Jakob Fuglsang                           | 22 março 1985              | RadioShack-Nissan (2012)           |                            |
| Yevgeniy Gidich                          | 19 maio 1996               | Vino-Astana Motors (2017)          |                            |
| Jonas Gregaard                           | 30 julho 1996              | Riwal CeramicSpeed (2018)          |                            |
| Dmitriy Gruzdev                          | 13 março 1986              | Ulan (2008)                        |                            |
| Jan Hirt                                 | 21 janeiro 1991            | CCC Sprandi Polkowice (2017)       |                            |
| Hugo Houle                               | 27 setembro 1990           | AG2R La Mondiale (2017)            |                            |
| Ion Izagirre                             | 4 fevereiro 1989           | Bahrain-Merida (2018)              |                            |
| Gorka Izagirre                           | 7 outubro 1987             | Bahrain-Merida (2018)              |                            |
| Merhawi Kudus                            | 23 janeiro 1994            | Dimension Data (2018)              |                            |
| Miguel Ángel López                       | 4 fevereiro 1994           | Lotería de Boyacá (2014)           |                            |
| Alexey Lutsenko                          | 7 setembro 1992            | Astana Continental (2012)          |                            |
| Yuriy Natarov                            | 28 dezembro 1996           | Astana City (2018)                 |                            |
| Luis León Sánchez                        | 24 novembro 1983           | Caja Rural-Seguros RGA (2014)      |                            |
| Nikita Stalnow                           | 14 setembro 1991           | Astana City (2016)                 |                            |
| Davide Villella                          | 27 junho 1991              | Cannondale-Drapac (2017)           |                            |
| Artiom Zakharov                          | 27 outubro 1991            | Seven Rivers (2015)                |                            |
| Andrey Zeits                             | 14 dezembro 1986           | Capec (2005)                       |                            |
|                                          |                            |                                    |                            |
| Fontes: ProCyclingStats Cycling Quotient |                            |                                    |                            |

### Enquadramento
Alexandre Vinokourov é manager da equipa desde 2013. Dmitriy Fofonov, manager desportista, e oito diretores desportivos dirigem os corredores : Assan Bazayev, Bruno Cenghialta, Giuseppe Martinelli, Dimitri Sedun, Alexandr Shefer, Sergueï Yakovlev, Stefano Zanini e Lars Michaelsen.

## Balanço da época

### Vitórias
| 10 fev. | Volta à Comunidade Valenciana, Classificação geral       | 2.1              | Ion Izagirre       |
| 15 fev. | Volta a Múrcia, 1. Etapa                                 | 2.1              | Pello Bilbao       |
| 16 fev. | Volta a Múrcia, 2. Etapa                                 | 2.1              | Luis León Sánchez  |
| 16 fev. | Volta a Múrcia, Classificação geral                      | 2.1              | Luis León Sánchez  |
| 17 fev. | Tour of Oman, 2. Etapa                                   | 2.HC             | Alexey Lutsenko    |
| 17 fev. | Tour Colombia, Classificação geral                       | 2.1              | Miguel Ángel López |
| 17 fev. | Tour La Provence, Classificação geral                    | 2.1              | Gorka Izagirre     |
| 18 fev. | Tour of Oman, 3. Etapa                                   | 2.HC             | Alexey Lutsenko    |
| 20 fev. | Tour of Oman, 5. Etapa                                   | 2.HC             | Alexey Lutsenko    |
| 21 fev. | Tour of Oman, Classificação geral                        | 2.HC             | Alexey Lutsenko    |
| 24 fev. | Vuelta a Andalucía, Classificação geral                  | 2.HC             | Jakob Fuglsang     |
| 25 fev. | Tour du Rwanda, 2. Etapa                                 | 2.1              | Merhawi Kudus      |
| 26 fev. | Tour du Rwanda, 3. Etapa                                 | 2.1              | Merhawi Kudus      |
| 3 mar.  | Tour du Rwanda, Classificação geral                      | 2.1              | Merhawi Kudus      |
| 3 mar.  | Tour du Rwanda, 8. Etapa                                 | 2.1              | Rodrigo Contreras  |
| 13 mar. | Paris-Nice, 4. Etapa                                     | 2.UWT            | Magnus Cort        |
| 16 mar. | Tirreno-Adriático, 4. Etapa                              | 2.UWT            | Alexey Lutsenko    |
| 17 mar. | Tirreno-Adriático, 5. Etapa                              | 2.UWT            | Jakob Fuglsang     |
| 17 mar. | Paris-Nice, 8. Etapa                                     | 2.UWT            | Ion Izagirre       |
| 28 mar. | Volta à Catalunha, 4. Etapa                              | 2.UWT            | Miguel Ángel López |
| 31 mar. | Volta à Catalunha, Classificação geral                   | 2.UWT            | Miguel Ángel López |
| 13 abr. | Volta ao País Basco, Classificação geral                 | 2.UWT            | Ion Izagirre       |
| 28 abr. | Liège-Bastogne-Liège                                     | 1.UWT            | Jakob Fuglsang     |
| 17 mai. | Giro d'Italia, 7. Etapa                                  | 2.UWT            | Pello Bilbao       |
| 26 mai. | Giro d'Italia, 15. Etapa                                 | 2.UWT            | Dario Cataldo      |
| 1 jun.  | Giro d'Italia, 20. Etapa                                 | 2.UWT            | Pello Bilbao       |
| 16 jun. | Volta à Suíça, 2. Etapa                                  | 2.UWT            | Luis León Sánchez  |
| 16 jun. | Critérium du Dauphiné, Classificação geral               | 2.UWT            | Jakob Fuglsang     |
| 23 jun. | Cycling at the European Games - men's mass-start race    | Davide Ballerini |                    |
| 26 jun. | Kazakhstan National Road Cycling Championships - Men ITT | CN               | Alexey Lutsenko    |
| 30 jun. | Kazakhstan National Road Cycling Championships - Men RR  | CN               | Alexey Lutsenko    |
| 18 ago. | Arctic Race of Norway, Classificação geral               | 2.HC             | Alexey Lutsenko    |
| 24 ago. | Volta a Espanha, 1. Etapa                                | 2.UWT            | Astana             |
| 31 ago. | Tour of Almaty, Classificação geral                      | 2.1              | Yuriy Natarov      |
| 9 set.  | Volta a Espanha, 16. Etapa                               | 2.UWT            | Jakob Fuglsang     |
| 19 set. | Coppa Sabatini                                           | 1.1              | Alexey Lutsenko    |
| 21 set. | Memorial Marco Pantani                                   | 1.1              | Alexey Lutsenko    |
| 3 out.  | CRO Race, 3. Etapa                                       | 2.1              | Yevgeniy Gidich    |

### Resultados sobre as corridas maiores
Os quadros seguintes representam os resultados da equipa nas principais corridas do calendário internacional (os cinco clássicas maiores e as três grandes voltas). Para a cada prova está indicado o melhor corredor da equipa, sua classificação bem como os acessos recolhidos pela Astana sobre as corridas de três semanas.

#### Clássicas
| Clássica                 | Milão-Sanremo | Volta à Flandres | Paris-Roubaix | Liège-Bastogne-Liège | Giro de Lombardia |
| ------------------------ | ------------- | ---------------- | ------------- | -------------------- | ----------------- |
| Corredor (classificação) |               |                  |               |                      |                   |

#### Grandes voltas
| Grande volta             | Volta a Itália | Volta a França | Volta a Espanha |
| ------------------------ | -------------- | -------------- | --------------- |
| Corredor (classificação) |                |                |                 |
| Acessos                  |                |                |                 |